# سازه‌های ماکارونی

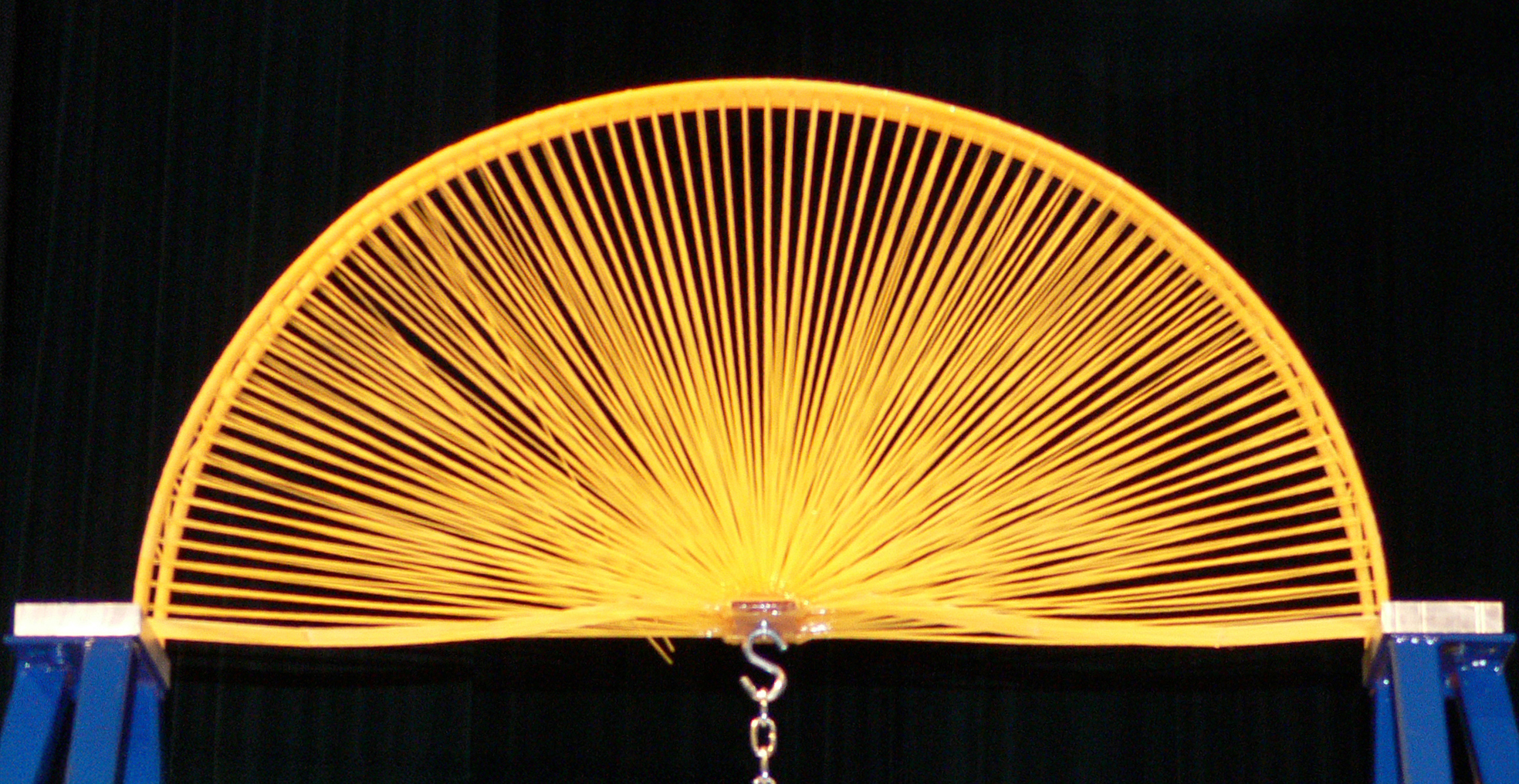
یک پل ساخته شده با ماکارونی

سازه‌های ماکارونی یا پل ماکارونی به سازه‌هایی گفته می‌شود که با هدف آموزشی تنها با رشته‌های ماکارونی و چسب ساخته می‌شوند. این سازه‌ها در مقیاس کوچکتر نسبت به سازه‌های واقعی طراحی و با مصالح ماکارونی و چسب ساخته شده و پس از ساخت مورد بارگذاری قرار می‌گیرند.
در واقع این سازه‌ها به عنوان ماکت ساخته نمی‌شوند و سازه‌ای که بار بیشتری را تحمل می‌کند، موفق تر خواهد بود. پل (تحت بارگذاری یکنواخت، متمرکز و متحرک)، جرثقیل برجی، انواع قاب‌های ساختمانی و ستون‌های فشاری از جمله رایج‌ترین سازه‌های ماکارونی می‌باشند.

## اهداف

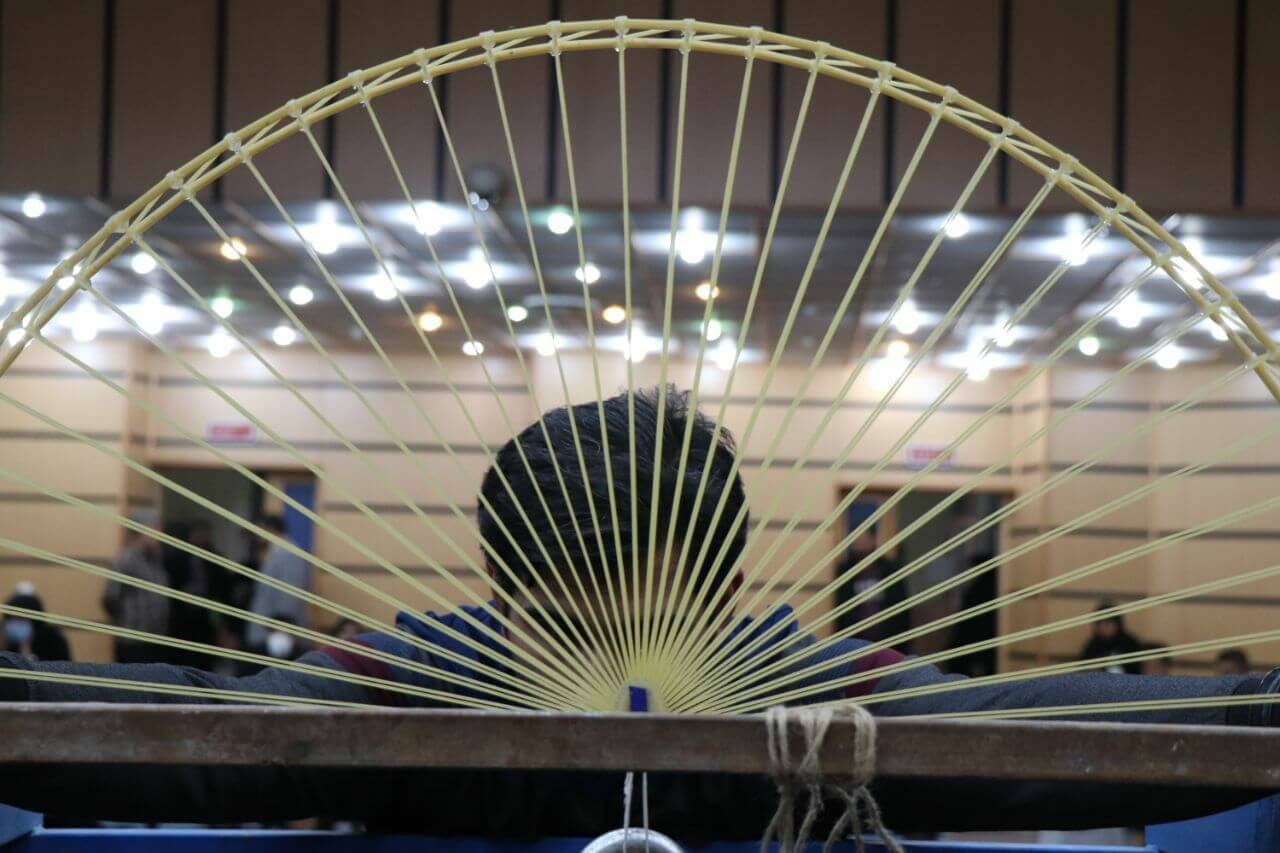
سیزدهمین دوره مسابقات کشوری پل ماکارونی دانشگاه سمنان

استفاده مستقیم از مباحث و آموخته‌های دروس مهندسی از جمله استاتیک و مقاومت مصالح و همچنین مباحث طراحی اعضا و بارگذاری و همچنین نحوه توزیع بار در سازه و حتی بررسی نحوه شکست سازه که در این مورد فیلم‌های تهیه شده از شکست سازه‌ها مورد بررسی قرار خواهد گرفت.
علاوه برآن می توان به استفاده و آشنایی با نرم افزارهایی همچون AutoCAD و SAP و ETABS اشاره کرد که برای کشیدن نقشه‌ها و تحلیل پل  مورد استفاده قرار می‌گیرد. علاوه بر استفاده از مباحث علمی و نرم افزاری مرتبط با رشته نحوه ساخت و اجرای سازه مطابق نقشه بسیار حائز اهمیت است و موجب افزایش دقت و صبرکافی برای رسیدن به هدف خواهد شد.

## گرایش‌ها
مسابقات سازه‌های ماکارونی (پل ماکارونی) در گرایش‌های مختلفی به شرح زیر برگزار می‌شود:
۱- سازه سنگین (دهانه ۴۵ و ۸۰ و ۱۰۰ سانتی‌متر)
۲- سازه راندمانی (دهانه ۴۵ و ۸۰ و ۱۰۰ سانتی‌متر)
1. سازه سبک هدفمند (بار متمرکز)
2. سازه فشاری
3. Tower Crane
4. بار گسترده و متحرک
5. محافظ تخم مرغ
6. سازه معماری

تفاوت گرایش راندمانی و هدفمند در مسابقات پل ماکارونی چیست؟
در رقابت راندمانی نسبت باری که پل ماکارونی تحمل می‌کند به وزن پل محاسبه می‌شود.
در بخش هدفمند نیز سبکترین سازه ای که ۱۰ کیلوگرم را در حداقل ۲ دقیقه تحمل کند ، سازه برتر است.

## مسابقه پل ماکارونی دانشگاه سمنان
انجمن علمی عمران دانشگاه سمنان تاکنون سیزده دوره مسابقات کشوری پل ماکارونی در ایران را با موفقیت برگزار نموده است.